# Carlo Maria Dominici
Carlo Maria Dominici (Villa San Giovanni, 1950) è un pianista italiano.
Inizia gli studi pianistici con il padre all'età di 4 anni, appena trasferitosi dall'Italia agli Stati Uniti. A 9 anni debutta eseguendo un concerto per pianoforte e orchestra di Haydn. A ciò seguiranno numerose partecipazioni sia come piano solista e che con piano e orchestra. Accede con una borsa di studio, a 10 anni, alla prestigiosa Juilliard School of Music di New York. Qui continuerà gli studi con il maestro Leland Thompson e successivamente con Rosina Lhevinne, che lo inviterà a studiare sotto la sua guida.
Anche il grande pianista Vladimir Horowitz lo inviterà a studiare con lui. Nel 1964, a 14 anni si sposta in Italia per frequentare il corso di perfezionamento pianistico tenuto all'Accademia Chigiana di Siena dal Maestro Arturo Benedetti Michelangeli. Otterrà il punteggio più alto su 84 partecipanti provenienti da tutto il mondo.
Nello stesso anno il Maestro Benedetti Michelangeli lo inviterà a studiare sotto la sua guida. Diverrà così l'allievo più giovane del grande Maestro, sotto la cui guida verrà esaltato il suo talento pianistico.
Grazie ad una borsa di studio del Governo Italiano potrà continuare gli studi intrapresi negli Stati Uniti.
Nel 1971, a 21 anni, si diploma con 10 e lode presso il Conservatorio di Musica di Brescia.
Nel 1974 si trasferisce a Roma dove inizia una lunga collaborazione con l'Orchestra sinfonica della RAI, dirigendo in seguito il Coro da Camera della RAI come Maestro Sostituto. Seguono varie tournée in Italia, Europa e Stati Uniti.
Tiene regolarmente Piano Master Classes in Italia e negli Stati Uniti e molti dei suoi allievi vincono diversi concorsi pianistici Internazionali.
Nel 1991 ritrova e fa accuratamente restaurare il pianoforte a coda Erard appartenuto al musicista e compositore Franz Liszt e utilizzato dal Maestro ungherese quando soggiornava a Tivoli presso Villa d’Este come ospite del Cardinale Gustav Adolf von Hohenlohe-Schillingsfürst e disperso dopo la sua morte. Nel 1992, durante la conferenza internazionale delle Società Liszt a Budapest, annuncia il ritrovamento di questo pianoforte.
Ha collaborato e con musicologi e massimi esperti di Liszt come Leslie Howard (Presidente della Società Liszt Britannica), Alan Walker (McMaster University), Rena Charnin Mueller (New York University), David Butler Cannata (Temple University di Philadelphia).
Il Metropolitan Museum of Art di New York espone il prezioso pianoforte e nel 2001 in concomitanza con l'installazione, il Museo ha presentato due concerti gratuiti, il 3 maggio e il 6 maggio dello stesso anno tenuti dal Maestro Dominici presso le André Mertens Galleries for Musical Instruments.
Incide, sempre nel 2001, il CD Liszt Played On Liszt's Piano: Années de Pélerinage di musiche di Franz Liszt eseguite sull’Erard per l'etichetta Fabula Classica.
Nel 2001 il Maestro ha eseguito alcune performance sull'Erard e tenuto conferenze in merito presso la Riverside Church di New York durante il Festival Liszt e presso la Columbia University.
Durante il festival tiene Master Classes con i migliori allievi della Juilliard School of Music, Manhattan School of Music e del Mannes College di New York.
Nel 2002 partecipa alla serata di Gala per gli alluvionati dell'Europa dell'Est su invito del Governo del Lussemburgo.
Nel 2003 ha tenuto una serie di Master Classes a New York e a Boston. Nel maggio 2004 ha tenuto un concerto in occasione dell'inaugurazione dell'Institut Pierre Werner, progetto culturale inter-Europeo creato per volere dei ministri degli Esteri di Francia, Germania e Lussemburgo e ha partecipato alla tavola rotonda sulla cultura musicale in Europa, alla presenza dei ministri Europei.
Nel 2005 ha inciso un nuovo CD l'opera completa del compositore adriese Nino Cattozzo (1886-1961) per la Discoteca di Stato.
Nel 2007 tiene una lezione concerto alla Harvard University di Cambridge. Attualmente è il Direttore Artistico del Concorso Internazionale Premio Franz Liszt di Grottammare.
È stato docente di Pianoforte Principale presso il Conservatorio di Musica di Campobasso dal 1980.